# Вилхелм Кристиан фон Рейнграфенщайн-Хорстмар
Вилхелм Кристиан фон Рейнграфенщайн-Хорстмар (на немски: Wilhelm Christian, Wild- und Rheingraf in Horstmar; * 17 юли 1741; † 18 май 1810) е вилд-рейнграф на Салм в Рейнграфенщайн-Хорстмар. Резиденцията в Хорстмар е дворец Фарлар.

## Произход и наследство
Той е по-малък син, единадесетото дете, на вилд и рейнграф Карл Валрад Вилхелм фон Салм-Грумбах (1701 – 1763) и съпругата му графиня Юлиана Франциска фон Прьозинг и Лимпург (1709 – 1775), дъщеря на граф Йохан Баптист Рудолф фон Прьозинг и Лимпург, фрайхер цу Щайн на Грос-Вецдорф († 1718) и Вилхелмина София Ева фон Лимпург (1677 – 1735). Брат е на Карл Лудвиг Вилхелм Теодор фон Салм-Грумбах (1729 – 1799), вилд и рейнграф на Салм-Грумбах и Даун, Карл Август фон Салм-Грумбах (1742 – 1800), граф на Салм, вилд-и рейнграф в Грумбах, Йохан Фридрих (1743 – 1819), Йохан Албрехт Лудвиг (1746 – 1778), Филип Франц (1747 – 1770) и Хайнрих Фридрих Валрад (1748 – 1815) и на 7 омъжени сестри.
Графовете фон Салм-Грумбах в края на 1802 г. стават собственици на графството Хорстмар. Собствеността се поделя през 1803 г.

## Фамилия
Вилхелм Кристиан се жени на 19 октомври 1784 г. за Луиза Шарлота фон Даун-Гаугревайлер (* 10 март 1763; † 30 март 1837), най-малката дъщеря на Карл Магнус фон Рейнграфенщайн, генерал на Франция (1718 – 1793) и Йоханета Луиза фон Даун-Пютлинген (1723 – 1780), дъщеря на граф вилд и рейнграф Валрад фон Салм-Даун (1686 – 1730) и графиня Доротея фон Насау-Саарбрюкен-Отвайлер (1692 – 1740). Бракът е бездетен.